# 気分を出してもう一度 (曲)
「気分を出してもう一度」（きぶんをだしてもういちど）は、安井かずみと加藤和彦が制作した楽曲。1977年から翌年にかけて4組のアーティストによる音源が発売された。

## 解説
安井かずみが歌詞を手がけ、加藤和彦が作曲したボサノヴァ調の楽曲で、1977年から翌年にかけて“立木リサ&今野雄二”、小林啓子、RAJIE（ラジ）、そして作曲者の加藤和彦自身によるヴァージョンがリリースされた。2002年には野宮真貴のカバー・ヴァージョンも発表されている。

## 立木リサ&今野雄二のヴァージョン
この曲の初発売は立木リサと今野雄二による男女のデュエット歌唱によるヴァージョンで、1977年7月にリリースされた。カップリングはかまやつひろしによるボサノヴァ調の楽曲で、バックは後続の3つのヴァージョンともどもサディスティックスのメンバーを中心とするミュージシャンが務めている。カバー写真は当時立木と婚姻関係にあった写真家の立木義浩によるもので、クレジットには立木と今野が撮影時に使用した装飾品や香水なども記載されている。なお、このヴァージョンは2015年にCD化された。

### 収録曲
全編曲：瀬尾一三
収録時間とパーソネル、クレジット表記はオリジナル・シングルレコードに基づく。

#### SIDE A
1. 気分を出してもう一度 - (4:16)
作詞：安井かずみ、作曲：加藤和彦

#### SIDE B
1. 20才（はたち）のころ - (4:10)
作詞：なかにし礼、作曲：かまやつひろし

#### パーソネル
- 立木リサ&今野雄二 - ヴォーカル
- THE BOYS IN THE BAND
  - ギター - 鈴木茂
  - ドラムス - 高橋ゆきひろ
  - ベース - 後藤次利
  - キーボード - 今井裕
  - パーカッション - 斉藤ノブ
  - コーラス - ラジ&瀬尾&今井
  - ストリングス - トマト

#### クレジット
- エグゼクティブ・プロデューサー - 田辺昭知
- プロデューサー - 金井浩
- ディレクター - 高久光雄
- アシスタント・ディレクター - 須藤晃
- ミキサー - 田中三一

- フォトグラファー - 立木義浩
- 彼
  - ヘア - 丹羽辰代
  - スモーキング - レノマ
  - シャツ - タンブル&アーサー
  - タイ&シューズ - チェルッティ
  - リング - カルティエ
  - コロン - ハーストン
  - タバコ - シャーマン
- 彼女
  - ヘア - 高嶋正美
  - ドレス - マダム花井
  - シューズ - ウォルテア
  - ジュエリー - ダイヤモンド24CL
  - コロン - カール・ラガーフェルド
- 車 - シトロエンCXパラス
- カメラ - ハッセルブラッド

## 小林啓子のヴァージョン
小林啓子のシングルは1977年8月発売。これはソロ歌唱によるもので、2曲とも一部タイトル表記を変えて同月発売のアルバム『ちょっと気分をかえて』に収録された。なお、カバー写真もアルバムと同じ芹沢稔のフォトセッションからの1枚で、こちらは小林が独りだけで撮影された写真を用いている。

### 収録曲
収録時間とパーソネル、クレジット表記はオリジナル・シングルレコードに基づく。

#### SIDE A
1. 気分を出してもう一度 WE CAN DANCE - (3:53)
作詞：安井かずみ、作曲：加藤和彦、編曲：高橋信之

#### SIDE B
1. 丁度そんな風の中 - (3:57)
作詞/作曲/編曲：高橋幸宏

#### パーソネル
- キーボード - 今井裕
- アコースティック・ギター - 吉川忠英、笛吹利明
- エレクトリック・ギター - 松木恒秀
- ベース - 後藤次利
- ドラムス - 高橋幸宏
- パーカッション - 斉藤ノブ
- コーラス
  - BUZZ
  - 今井裕
  - 高橋幸宏
  - 高橋信之
  - 小林啓子
  - RAJIE

#### クレジット
- A&R プロデューサー - 高橋信之
- ディレクター - 安藤賢次
- エンジニア - 千葉精一
- フォトグラファー - 芹沢稔
- カバーデザイン - 宇根秀訓
- コスチューム - BUZZ SHOP

## RAJIEのヴァージョン
RAJIE（ラジ）によるヴァージョンはソロ歌唱によるもので、1977年9月21日に発売されたアルバム『HEART to HEART』に収録され、後藤次利が編曲を手がけている。

### パーソネル
- ヴォーカル、コーラス - RAJIE
- ベース - 後藤次利
- ドラムス - 高橋幸宏
- ギター - 鈴木茂
- パーカッション - 斎藤ノブ
- エレクトリック・ピアノ - 今井裕
- ブラス - ジェイク・H.コンセプション・グループ

## 加藤和彦のヴァージョン
この曲の作曲者である加藤和彦のヴァージョンは1978年2月5日に発売されたソロ・アルバム『ガーディニア』に収録されている。なお、ここで安井かずみは一部歌詞を書き変えており、この曲の音源で唯一歌詞が異なるヴァージョンとなっている。

### パーソネル
- ヴォーカル、ギター - 加藤和彦
- ギター - 鈴木茂
- ピアノ - 坂本龍一
- ドラムス - 高橋幸宏
- ベース - 後藤次利
- ギター・ソロ - 渡辺香津美
- トロンボーン・ソロ - 向井滋春
- パーカッション - 斉藤ノブ
- ストリングス & ホーン・アレンジ - 坂本龍一

## カバー
野宮真貴は2002年11月7日に発売されたアルバム『Lady Miss Warp』にてこの曲をカバーしている。ここで野宮はクレイジーケンバンドをバックに横山剣とのデュエットで歌っており、掛け合いも立木と今野のそれを踏襲している。